# Contra La Contra
Contra La Contra — белорусская хардкор-панк группа из Гродно. Приобрела широкую субкультурную известность, как в стране, так и за её пределами, активно гастролируя в странах восточной и западной Европы. Выделялась агрессивной манерой исполнения песен ведущей вокалисткой и сильно политизированной лирикой. Некоторые цитаты из песен приобрели афористичность, например, «из чёрной резины сделана власть» и «дорогу себе выбирает сама хуёвая мать, плохая жена».

## История
Группа образовалась в Гродно, в конце 1999 года, из участников творческого и активистского панк-сообщества города. В первый состав вошли Дмитрий «Дима» Масаль, Виктор, Павел и Васил. Вскоре место вокалиста заняла Александра (Саша/Саня) Буйко.

Активная деятельность группы прекратилась в 2003 году, а уже в 2004 году участники уверено заявляли о распаде и прекращении истории группы. 

## Участники
- Саша / Саня[4] (Александра Буйко) — вокал
- Дмитрий Масаль — гитара[9]
- Женя — бас

### Бывшие участники
- Паша — вокал
- Васил — гитара, барабаны
- Витя — барабаны

## Дискография
- «Слёзы и кровь (DEMO — 2001)» (2001)[b]
- «Ни слова о политике» (2002)[10]

### Live-альбом
- Decentrum Squat Live (21-05-2002)

### Комментарии
1. ↑  Использование музыкантами только имён или прозвищ характерно, как для выбранной музыкальной стилистики, так и для субкультуры политизированного анархо-активизма.
2. ↑  Так же был выпущен независимо от группы в 2001 году в Украине, на обложке группа была названа Kontra La Kontra. А так же в версии «Выйди на улицу (DEMO - 2001)», незначительно отличающейся по сет-листу